# Matthæusevangeliet
Matthæusevangeliet er det første skrift i Det Nye Testamente. Sammen med Markusevangeliet og Lukasevangeliet regnes det til de synoptiske evangelier. Evangeliets forfatter er ukendt og altså ikke identisk med den Matthæus, der var skatteopkræver og en af Jesu disciple (Mattæusevangeliet, kap. 9,9), sådan som man tidligere har ment.
Evangeliet er skrevet mellem år 70 og år 100, og det fik titlen ”Evangeliet efter Matthæus” (på græsk "Euangelion kata
Maththaion" (Εὐαγγέλιον κατὰ Μαθθαῖον)) på et senere tidspunkt, mellem 110 og 150. Matthæusevangeliet forkortes Matt.

## Datering
I dag regnes Markusevangeliet for at være det ældste evangelium, med Matthæusevangeliet som nr. to. Det er vanskeligt at datere Matthæusevangeliet, da der mangler sikre holdepunkter for at gøre det. Det er dog mest almindeligt at antage, at evangeliet er affattet mellem år 70 og år 100. Det er især beretningen om Jerusalems ødelæggelse, der skubber dateringen til efter 70. Nogle bibelforskere hævder dog, at evangeliet stammer fra før 70. I alt fald må evangeliet være forfattet senere end Markusevangeliet. Det har efter al sandsynlighed også anvendt en talekilde (Q-kilden). Stof, der kun optræder i Matthæusevangeliet, kan komme fra forfatteren/redaktøren selv.
Matthæusevangeliets stilling som det første i rækken skyldes, at den tidlige kirke foretrak dette evangelium. Derved blev den stamtavle, der står først i evangeliet, indledningen til hele Det Nye Testamente. Placeringen som det første evangelium har været med til at fremme dets popularitet.

## Forfatteren
Forfatteren til Matthæusevangeliet er bekendt med jødisk historie, jødiske skikke, ideer og folkegrupper, og han benytter mange steder sin viden til at rette fejl og unøjagtigheder i Markusevangeliet. Forfatteren behersker både græsk og aramæisk og/eller hebraisk (Matt. 1,22-23; Matt. 2,23 og Matt. 21,42). Nogle anser forfatteren for at være en skriftlærd jøde, idet han ofte vælger at citere det hebraiske Gamle Testamente i stedet for det græske Gamle Testamente (Septuaginta).
Matthæusevangeliet er disponeret på en speciel måde, idet talestoffet stort set er samlet i fem afsnit: 1) bjergprædikenen (kap. 5-7), 2) udsendelsestalen (kap. 10), 3) lignelsestalen (kap. 13), 4) kirketalen (kap. 18) og 5) det store talekompleks mod de skriftkloge og farisæerne samt om de sidste tider (kap. 23-25). Dermed er Matthæusevangeliet inddelt i fem ”bøger”, ligesom de fem Mosebøger. Måske har evangeliets forfatter dermed villet fremhæve Jesus som et alternativ til jødedommen. I samme retning peger den gentagne vending af Jesus: ”I har hørt at der er sagt (i Moseloven) … Men jeg siger Jer …” (Matt. 5,27, Matt. 5,38-39, Matt. 5,43-44)
Indtil oplysningstiden var det almindeligt antaget, at Matthæusevangeliet i det store og hele var skrevet af et øjenvidne. Dette er dog usandsynligt, blandt andet fordi evangeliet er afhængig af Markusevangeliet. Derfor er den antagelse med få undtagelser opgivet af bibelforskerne. Tidligt var man opmærksom på, at det var usandsynligt, at et øjenvidne, der havde fulgt Jesus i Galilæa, kunne skrive græsk. Det forsøgte man at komme uden om ved at påstå, at forfatteren havde skrevet på hebraisk, og at det græske Matthæusevangelium var en oversættelse. Det har dog været svært at opretholde denne tese, selv om forskere (f.eks. Joachim Jeremias) har forsøgt at rekonstruere den hebraiske sprogdragt bag evangelierne. Imidlertid er intet af den påståede hebraiske originaltekst bevaret, og ingen tidlig kirkefader synes at have kendt den.

## Jesus som en parallel til Moses
Forfatteren ledte i gamle tekster for at forstå sin samtid, som det var almindeligt at gøre i antikken. Han beskriver således Jesus som en parallel til Moses. Ved at lade den hellige familie flygte til Egypten lader han Jesus komme derfra, ligesom Moses gjorde. (Matt. 1,13-15) Matthæus samler Jesus´ undervisning til én sammenhængende tale, der angiveligt holdes på et bjerg (Bjergprædikenen), som en parallel til Moses, da denne hentede lovens tavler på Sinai-bjerget.
Jesus´ fødsel beskrives kun to steder i Det Nye Testamente, nemlig i de to første kapitler hos Matthæus og i det andet kapitel hos Lukas. Men hverken hos Matthæus eller Lukas refereres der senere til disse tekster. Ligesom de to forskellige skabelsesberetninger i de to første kapitler af Det Gamle Testamente er fødselsberetningerne hos Matthæus og Lukas isoleret fra det øvrige indhold, hvilket skaber et indtryk af, at de er tilføjet senere. Matthæus og Lukas er i deres fødselsberetninger kun enige om, at Maria var jomfru, at hun var trolovet med Josef, at Josef ikke var Jesus´ biologiske far, og at Jesus blev født i Betlehem. Ellers modsiger de to evangelier hinanden på nærmest hvert eneste punkt.
Ikke engang Jesus´ farfars navn kan de to evangelister blive enige om. I Matthæusevangeliet 1,16 hedder Josefs far Jakob. Hos Lukas hedder han Eli. (Luk. 3,23) Både Matthæusevangeliet og Lukasevangeliet indledes med Jesus´ stamtavle, der forudsætter, at Josef vitterlig var Jesus´ kødelige far, hvad de samme evangelier ellers benægter i kraft af påstanden om jomfrufødslen. (Matt. 1,20; Luk. 1,34-35)
Dengang fandtes der forskellige traditioner om Messias, men den dominerende forestilling var, at Messias skulle være af "Davids æt", som kom fra Betlehem. Ifølge Matthæus nedstammede Jesus fra en række konger tilbage til patriarken Abraham, mens Lukas lader Jesus nedstamme fra præster og profeter, helt tilbage til Adam, som for at understrege, at Jesus angik hele menneskeheden og ikke kun jøderne. Matthæus lader tre vise mænd, dvs. stjerneforskere, aflægge besøg hos kong Herodes og fortælle ham, at en ny stjerne på himlen forkynder, at en konge er født: "Jesus blev født i Betlehem i Judæa, da Herodes var konge. Kort efter ankom nogle kloge stjerneforskere til Jerusalem. De spurgte: »Hvor er jødernes nyfødte konge? Vi har set hans stjerne ude i øst, og nu er vi her for at tilbede ham."
På den måde fik kong Herodes at vide, at en mulig rival var født, og ifølge Matthæusevangeliet lod han derefter alle drengebørn i Betlehem og omegn under to år dræbe. Men Josef blev i en drøm advaret af en engel, som sagde, at han og hans familie skulle flygte til Egypten. Her opholdt de sig, indtil Herodes var død. (Matt. 2,13-15) En sådan massakre kendes ikke fra nogen anden kilde, og Matthæus har åbenbart hentet inspiration fra historien om Moses' fødsel, da farao lod alle hebraiske drengebørn dræbe, mens Moses overlevede ved at blive lagt ud i Nilen i en kurv af papyrus.
Ligeledes er der muligvis hentet stof fra historien om Abraham, hvor en legende forlyder, at høvdingen Nimrod af en stjerneforsker fik at vide, at der for nylig var født en dreng, der ville blive konge. Nimrod prøvede derefter at dræbe Abraham, der blev holdt gemt i en hule i tre år af sin far. Ifølge Lukas fødtes Jesus i en stald, men i Matthæus 2,11 tales der om "huset", og Jesusbarnet hyldedes af de hellige tre konger: "Og de gik ind i huset og så barnet hos dets mor Maria, og de faldt ned og tilbad det, og de åbnede for deres gemmer og frembar gaver til det, guld, røgelse og myrra." 
Angiveligt var det først efter Herodes' død, at Jesus´ forældre vovede at forlade Egypten. Matthæus angiver, at en af Herodes' sønner sad ved magten i Judæa. Det skulle forklare, at de ikke slog sig ned i Betlehem, som lå i Judæa, men i Nazareth, som lå i Galilæa. Evangelieforfatteren har åbenbart ikke haft kendskab til, at også Galilæa havde en søn af Herodes ved magten. For Matthæus var det vigtigste at få folk til at tro, at Jesus var født i Betlehem, selv om han kom fra Nazareth, sådan at Mikas profeti blev opfyldt. Samtidig skabte Matthæusevangeliet et indtryk af Jesus som en skikkelse, der gik i Moses' fodspor.

## Indhold
1. del 1,1 – 4,11: Hvem er Jesus?
2. del 4,12 – 16,12: Messias' tjeneste for Israel
3. del 16,13 – 28,20: Messias´ lydige underkastelse under døden

## Karakteristik
Matthæusevangeliet er en halv gang længere end det ældste evangelium, Markusevangeliet. Det har optaget næsten hele stoffet fra Markusevangeliet (og redigeret i det). Der er blandt andet en forhistorie til Matthæusevangeliet, som ikke findes i Markusevangeliet.
Matthæusevangeliet blevet til i en jøde-kristen kontekst. Det ses af, at der i evangeliet er en stor fortrolighed med jødisk tradition og jødisk tankegang.
At Kristi komme er forudsagt i Det Gamle Testamente er naturligvis forudsat overalt i Det Nye Testamente. Imidlertid går Matthæus et skridt videre: Mindst en halv snes gange påpeger han, at begivenheder i Jesu liv sker, for at skriftens ord kan gå i opfyldelse. Et eksempel findes i Matt .2,15, hvor det fortælles, at Josef og hans familie blev i Egypten, indtil Herodes var død: ”Og dér blev han, indtil Herodes var død, for at dét skulle opfyldes, som Herren havde talt ved profeten, der siger: ’Fra Egypten kaldte jeg min søn.’ ” (Hoseas’ Bog, 11,1).

## Missionsbefalingen
I Matt. 28,18-19 siger Jesus: "Mig er givet al magt i himlen og på jorden. Gå derfor hen og gør alle folkeslagene til mine disciple."  Her modsiger Matthæus dog sig selv. I Matt. 10,5-6 hedder det tværtimod: "Følg ikke vejen til hedningerne, og gå ikke ind i samaritanernes byer; men gå derimod til de fortabte får af Israels hus."  Matt. 28,18-19 er sandsynligvis tilføjet i en senere tid, hvor Jesus-bevægelsen i højere grad henvendte sig til ikke-jøder. Matt. 10,5-6 stammer derimod fra den tidlige fase i Jesus-bevægelsen, hvor Jesus henvendte sig til jøderne i et forsøg på at reformere jødedommen.
På samme måde afviser Jesus en kanaanæisk kvinde, der beder ham om at hjælpe hendes syge datter: "Det er ikke rigtigt at tage børnenes brød og give det til de små hunde", siger han til hende, fordi hun ikke er af Israels folk. (Matt. 15,26)